# 퀄리티 (켄터키주)
퀄리티(Quality)는 미국 켄터키주 버틀러군에 위치한 미편입지구이다. 우체국은 1995년 폐국되었다.
퀄리티는 특이한 지명으로 알려져 있다.

## 저명한 출신 인물
- 돈 J. 젠킨스: 베트남 전쟁 중 복역한 명예훈장 수상자